# Salami (stripalbum)
Salami is het 158e album van De Kiekeboes, het boek kwam uit op 2 juni 2021 en is geschreven door Merho. Het stripboek gaat over Lara, de dochter van de beenhouwer die De Kiekeboes meehelpt in een nieuw avontuur. 